# Мартинес Ривас, Карлос
Карлос Мартинес Ривас (исп. Carlos Martínez Rivas, 12 октября 1924, Пуэрто-де-Окос, Гватемала – 16 июня 1998, Манагуа) – выдающийся никарагуанский поэт, крупнейшая фигура после Рубена Дарио.

## Биография
Родился в Гватемале, где работал в это время его отец. Рано начал писать. Учился в Коллегии иезуитов в Гранаде. Переехал в Мадрид, где изучал философию и литературу. Вёл богемный образ жизни, пристрастился к алкоголю. В 1953 опубликовал в Мехико второй сборник стихов «Одинокий мятеж», который стал его последней напечатанной книгой (она несколько раз переиздавалась при жизни автора).
Переезжал из страны в страну. Жил в Париже (1948-1951), Лос-Анджелесе (1954-1964). Был на дипломатической службе в Риме и Мадриде (1964-1971). 1971-1977 годы провёл в Сан-Хосе. Вернувшись в Никарагуа, поселился в Гранаде, заведовал литературным приложением к газете Новости. В 1983  обосновался в Манагуа, где прожил остаток жизни в полном одиночестве. В 1984 получил национальную премию имени Рубена Дарио за рукопись книги «Ад небесный», которую, тем не  менее, не разрешил публиковать. В 1991 и 1993 выступал с лекциями о литературе и искусстве в Национальном автономном университете на кафедре, носившей его имя.
Относительно полное собрание его стихотворений, включая не публиковавшееся прежде,  было издано в 2007, хотя в целостном виде наследие поэта до сих пор не опубликовано.

## Книги
- Возвращённый рай/ El paraíso recobrado, Granada, Nicaragua. Ediciones del Taller San Lucas, 1943.
- Одинокий мятеж/ La insurrección solitaria, México D.F., Editorial Guarania. Colección Netzahualtcóyotl, 1953 (переизд. 1973, 1982, 1994, 1997 – последнее издание вышло в Мадриде с предисловием Луиса Антонио де Вильены, переизд. в 2006)
- Ад небесный/ Infierno de Cielo y antes y después. Managua, Nicaragua. Nuevo Signo. Fondo Editorial INC, 1999
- Le paradis retrouvé; l'insurrection solitaire; Varia/ Trad. et notes par Norbert-Christian Barbe. Mouzeuil-Saint-Martin: Bès Éditions, 2003 (на фр. яз.)
- Poesía Reunida/ Compilación, reordenamiento, introducción, notas y bibliografía de Pablo Centeno Gómez. Managua, Ediciones Anama, 2007
- Как слепой ощупывает сон/ Como toca un ciego el sueño/ Compilación, prefacio, notas de Pablo Centeno Gómez. Managua: Centro Nicaragüense de Escritores; Anama Ediciones Centroamericanas, 2012